# Schlegeliaceae
Schlegeliaceae — родина рослин, поширених у тропічній Америці. Цю родину іноді включають до Scrophulariaceae.

## Роди
Згідно з Plants of the World Online родина містить 4 роди:
- Exarata A.H.Gentry — 1 вид, Колумбія, Еквадор
- Gibsoniothamnus L.O.Williams — 11 видів, від півдня Мексики до Колумбії
- Schlegelia Miq. — 22 види, від півдня Мексики до Бразилії
- Synapsis Griseb. — 1 вид, Куба